# NGC 5108
NGC 5108 este o galaxie spirală situată în constelația Centaurul. A fost descoperită în 3 iunie 1836 de către John Herschel.